# Plegaderus discisus
Plegaderus discisus är en skalbaggsart som beskrevs av Wilhelm Ferdinand Erichson 1839. Plegaderus discisus ingår i släktet Plegaderus och familjen stumpbaggar. Inga underarter finns listade i Catalogue of Life.